# Втори президентски мандат на Доналд Тръмп
Вторият президентски мандат на Доналд Тръмп като президент на Съединените щати започва с встъпването му в длъжност на 20 януари 2025 г., след встъпването му в длъжност като 47-ия президент на САЩ, наследявайки на поста Джо Байдън. Той е най-възрастният човек, поемал президентството в САЩ, и първият осъждан американски президент. Тръмп е вторият президент в историята на САЩ, който заема поста в два непоследователни мандата след Гроувър Кливланд през 1893 г. След победите си на изборите през 2016 г. и 2024 г. той няма право на трети мандат предвид разпоредбите на Двадесет и втората поправка.
Наред с президентството на Тръмп Републиканската партия има мнозинство в Камарата на представителите под ръководството на председателя Майк Джонсън и в Сената при изпълняващия длъжността председател Чък Грасли.

## Първи 100 дни

### Вътрешна политика
В рамките на първия си месец Тръмп подписва близо 220 изпълнителни заповеди – много повече от всеки негов предшественик – много от които се оспорват в съда. Тръмп също така помилва около 1500 бунтовници от събитията на 6 януари 2021 г., включително тези, които насилствено са нападнали полицията.

### Външна политика
На 20 януари 2025 г. Тръмп оттегля САЩ от Световната здравна организация и Парижкото споразумение за климата. Той прави същото това по време на първия си мандат, но наследникът му Байдън подписва отново Парижкото споразумение в първия ден от мандата си.
Тръмп предизвиква търговски войни с Канада, Китай и Мексико, като налага мита за вноса от тези държави, и заплашва да анексира Канада, Гренландия и Панамския канал. Той предлага експулсирането на палестинците от Ивицата Газа. В Руско-украинската война неговата администрация предлага отстъпки на Русия срещу половината от петрола и ценните ресурси на Украйна като плащане за подкрепата на САЩ, наричайки украинския президент Зеленски „диктатор“ и обвинявайки Украйна, че е започнала войната.
През февруари по инициатива на американското правителство е организирана руско-американска среща в Рияд, Саудитска Арабия. Срещата е с основен акцент за сътрудничеството между двете страни, а също за възобновяване на взаимоотношенията между тях. Срещата е описвана от мнозина анализатори като най-голямото затопляне във външнополитическите им връзки от години. Това е също първата среща на високо равнище между двете държави от началото на войната в Украйна.